# قصر مؤتمرات باريس

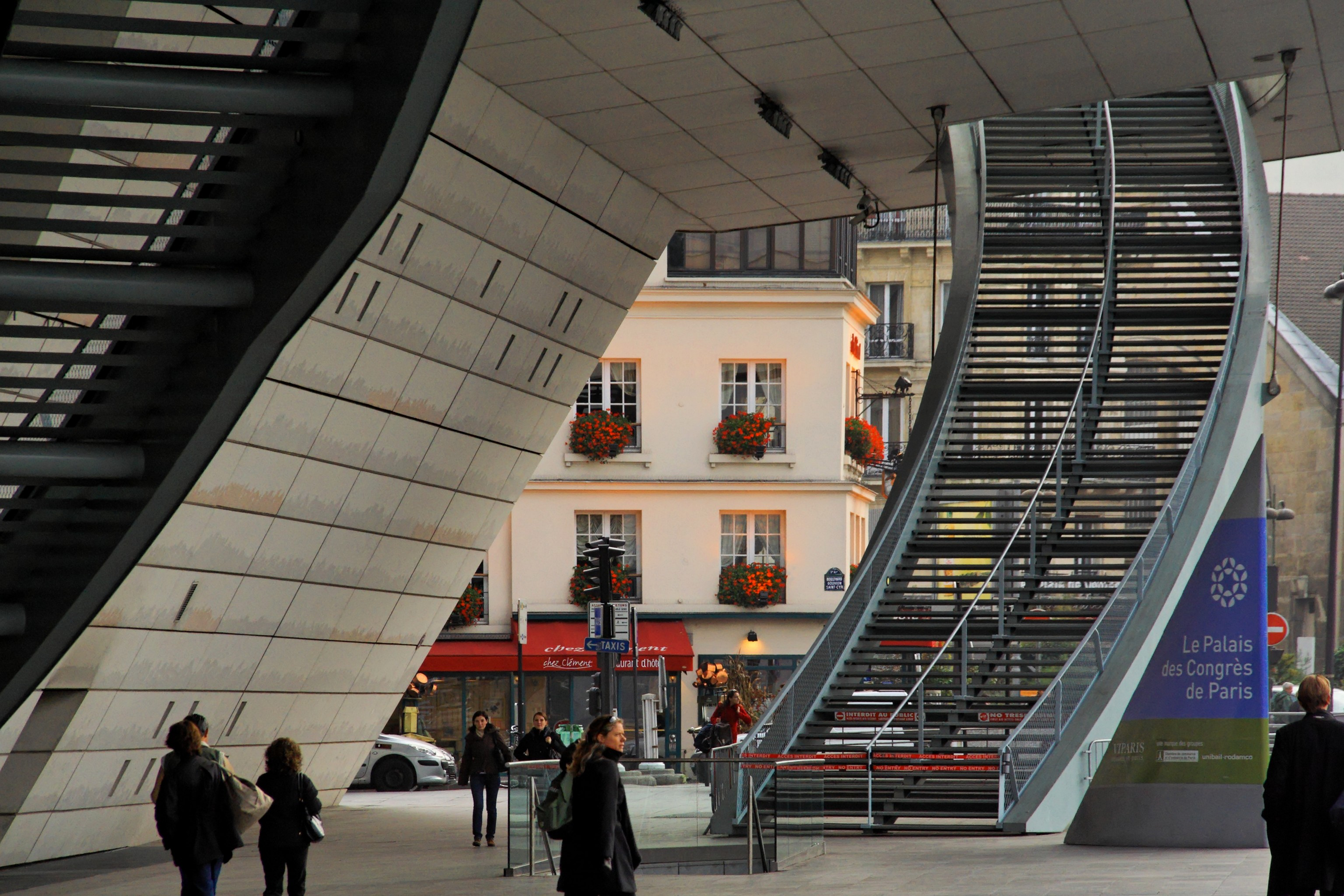

قصر مؤتمرات باريس  (بالفرنسية: Palais des congrès de Paris) هو مركز مؤتمرات ومعارض رسمي يقع في الدائرة 17 في العاصمة الفرنسية باريس. قصر المؤتمرات هذا ينتمي لمجموعة ناطحة سحاب فندقية وهي فندق حياة ريجنسي باريس إتوال، بالقرب من غابة بولونيا ونويي-سور-سين.

بدأت عملية بناء هذا المركز في 1970 تحت إشراف المهندس غيوم جيليه، وتم افتتاحه في 28 فبراير 1974. الواجهة المائلة كانت نتيجة لإعادة تهيئة المركز سنة 1998. وهي من فكرة وتصميم المهندس كريستيان دو بورتسامبارك.

يتكون المركز من أربعة قاعات للمحاضرات متوزعة على أربعة طوابق:
- قاعة المحاضرة الكبيرة (723 3 مقعد).
- قاعات المحاضرات بوردو، بلو، هافان، هي أصغر من الأولى.

يحتوي قصر المؤتمرات أيضا على عدة قاعات مؤتمرات وقاعة معارض على طابقين.

يدار هذا المركز من قبل شركة فيباري.

المنتج رولان هوبار هو أول من قام بإنتاج عروض في هذا المركز، أساسا مع المغني سيرج لاما في 1975، ولكن أيضا مع مكسيم لو فوريستييه، ليو فري، جوليان كلارك، تياري لو لورون، هنري سلفادور، شارل تروني، وأيضا ستارمانيا وشانتال غويا.

## أحداث سابقة
- جائزة سيزار: 1976، 1981، 1986، 1987، 1988، 1992، 1995.
- مسابقة يوروفيجن للأغاني: 1978.

## عروض تم إنشاؤها في قصر المؤتمرات
- ستارمانيا: للمنتج لوك بلاموندون وميشال بيرجيه في 1979.
- نوتر دام دو باري: للمنتج لوك بلاموندون وريشارد أوكسيونت في 1998.
- روميو وجوليات، من الكره إلى الحب: لجيرار بريسغورفيتش في 2001.
- أون أشاف بيان ليه شوفو: لروبار حسين في 2004.
- فيديو غايمز لايف: لتومي تالاريكو وجاك وال في 2008، 2009، 2010.
- روبن هود: لجيلبار كولييه في 2013.

وكذلك أهم عروض الموسيقى الكوميدية للمنتجة شانتال غويا وجان جاك دوبو:
- الحذاء الطائر (1980).
- الكوكب الرائع (1982 و1983).
- الرحلة الغامضة لماري روز (1984، 1986، 2008).
- القصة الغريبة للقصر المسكون (1989).
- الكوكب الرائع (2014).

## فنانين قدموا عرضا في هذا المركز
| - ماجدة الرومي (1996) - سيرج لاما (1977، 1979، 1981، 1995، 2009) - سيلفي فارتان (1976، 1977، 1978، 1983، 2004، 2008) - ليو فري (1975) - صباح فخري (1978) - ميشال ساردو (1978، 1981، 1983، 1985، 1987) - تياري لو لورون (1980) - شانتال غويا (1980، 1982، 1983، 1984، 1985، 1986، 1989، 1993، 1994، 2004، 2006، 2007، 2008، 2009، 2010، 2012) - شارل أزنافور (1986، 1987، 1992، 1994، 1997، 1998، 2000، 2004، 2007) - ري تشارلز (1984، 2001) - شارل تروني (1989) - ليزا مينيلي (1991، 2009) - جوقة الجيش الأحمر (1995، 2010) - جوليان كلارك (1978، 1980، 2012) - بروس سبرينغستين (1996) - هنري سلفادور (2002، 2007) | - فلوران باني (2004) - جوقة باريس الثالثة عشر (2005، 2006، 2007) - جون فوغارتي (2006) - بول ويلبور (2013) - بهاراتي (2006، 2009، 2010) - لوران جيرا (2007) - سن العطاء والرأس الخشبي (2007، 2010) - سونيك يوث (2009) - بوب ديلن (2009) - دونا سمر (2009) - إلتون جون (2009) - أليشيا كيز (2011) - كاتي ميلوا (2012) - بومف وتود (2013) - كليف ريتشارد وذو شادوز (2010) |

## أحداث أخرى نظمت في القاعة
- منتدى سونترال سوبولاك: تجمع سنوي يجمع شركات وطلبة من المدرسة المركزية باريس والمدرسة العليا للكهرباء.
- كرة السلة: مباراة الأبطال نظمت من قبل الرابطة الوطنية لكرة السلة في 2012.
- ألعاب الفيديو: ستار كرافت 2، رياضة إلكترونية، بطولة أيرون سكيد 2 في 26 يناير 2013.

## روابط خارجية
- الموقع الرسمي